# Notre-Dame-d'Oé
Notre-Dame-d'Oé è un comune francese di 3 846 abitanti situato nel dipartimento dell'Indre e Loira nella regione del Centro-Valle della Loira.

## Società

### Evoluzione demografica
Abitanti censiti